# Karla Weigand

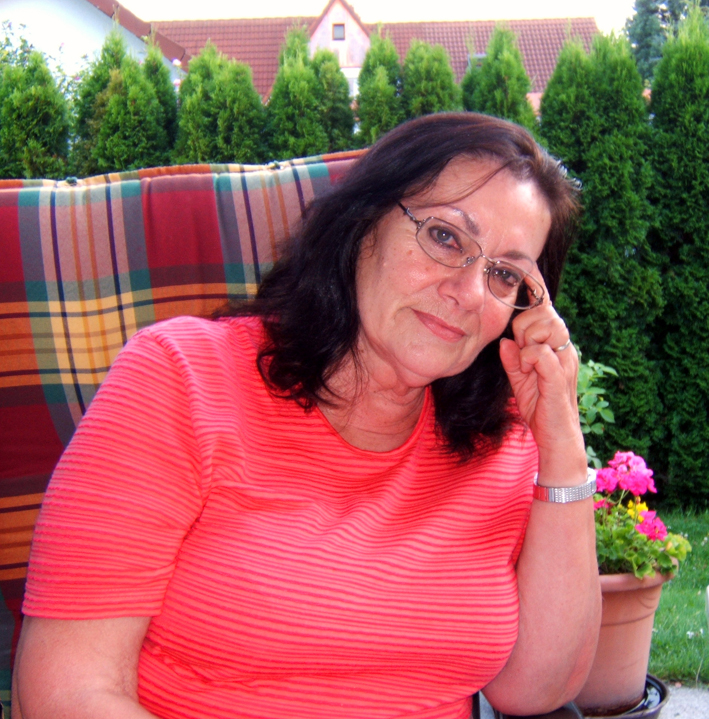
Karla Weigand im Jahre 2007

Karla Weigand (* 1944 in München als Karla Wolff) ist eine deutsche Schriftstellerin. 

## Biografie
Karla Weigand, geborene Wolff, geboren und aufgewachsen in München, besuchte dort das Gymnasium der „Armen-Schulschwestern von unserer Lieben Frau am Anger“ und absolvierte nach dem Abitur ein Studium an der Pädagogischen Hochschule München-Pasing für das Lehramt an Grund- und Hauptschulen. Schwerpunkte in ihrer Berufsausübung waren die Fächer Englisch, Deutsch, Geschichte, Sport, katholische Religionslehre und Ethik.
Weigand kam erst spät zum Schreiben, angeregt und unterstützt von ihrem dritten Ehemann Jörg Weigand. Sie publiziert ihre historischen Romane und ihre Kurzgeschichten unter eigenem Namen, Heftromane und Taschenhefte jedoch unter verschiedenen Pseudonymen.

### Verwendete Pseudonyme
Carola Blackwood, Celine Noiret (mit Jörg Weigand), Veronika Matthis, Henriette Schleich, Marie Viking, Karla Wolff.

## Bibliografie
Weigand schrieb zahlreiche Kurzgeschichten aus dem Bereich der Historie oder der Phantastik. Diese wurden in diversen Anthologien und Zeitschriften veröffentlicht. 

### Historische Romane unter eigenem Namen
- Die Kammerzofe. Heyne Verlag, München 2005, ISBN 3-453-47031-1.
- Die Hexengräfin. Heyne Verlag, München 2007, ISBN 978-3-453-47079-8.
- Die Heilerin des Kaisers. Heyne Verlag, München 2008, ISBN 978-3-453-40554-7.
- Im Dienste der Königin. Heyne Verlag, München 2009, ISBN 978-3-453-47093-4.
- Die Hexenadvokatin. Heyne Verlag, München 2010, ISBN 978-3-453-47104-7.
- Das Erbe der Apothekerin. Heyne Verlag, München 2011, ISBN 978-3-453-40846-3.
- Die Friesenhexe. Heyne Verlag, München 2012, ISBN 978-3-453-47113-9.
- Die Friesenhexe und ihr Vermächtnis. Heyne Verlag, München 2014, ISBN 978-3-453-47130-6.
- Die Magd des Herzogs. Rosenheimer Verlagshaus, Rosenheim 2016, ISBN 978-3-475-54579-5.
- Die Walfängerbraut. Wellhöfer Verlag, Mannheim 2017, ISBN 978-3-95428-226-5.
- Die Friesenhexe in der Neuen Welt. p.machinery, Winnert 2023, ISBN 978-3-95765-321-5.

### Erzählbände unter eigenem Namen
- Elisabeths letzte Reise. 14 phantastische Erzählungen. Schillinger Verlag, Freiburg 2012, ISBN 978-3-89155-370-1.
- Dämonenjagd in Freiburg. 21 phantastische Erzählungen. Schillinger Verlag, Freiburg im Breisgau 2017, ISBN 978-3-89155-396-1.

### Taschenhefte unter zwei Pseudonymen
- Der Blutgraf von Florenz als Carola Blackwood. IRRLICHT Nr. 10, Kelter Verlag, Hamburg
- Wenn Geister Rache üben Celine Noiret. IRRLICHT, Nr. 17, Kelter Verlag, Hamburg
- Tödliche Gefahr als Celine Noiret. IRRLICHT, Nr. 26, Kelter Verlag, Hamburg
- Wo das Grauen herrscht als Carola Blackwood. IRRLICHT, Nr. 31, Kelter Verlag, Hamburg
- Das schwarze Kloster als Celine Noiret. GASLICHT, Nr. 58, Kelter Verlag, Hamburg

### Heftromane unter Pseudonymen
- Firmin – ein Opfer seiner Leidenschaft? als Veronika Matthis. „Bergbauern. Dramatische Heimatromane“, Band 8, Martin Kelter Verlag, Hamburg
- Gefangen in Monkstone Castle als Carola Blackwood. IRRLICHT, „Unheimliche Geschichten“, Band 654, Martin Kelter Verlag, Hamburg
- Hab‘ Vertrauen zu mir, mein Schatz als Veronika Matthis. „Heimatglocken. Bergroman“, Band 28, Martin Kelter Verlag, Hamburg
- Mord in der Abtei als Carola Blackwood. „Mitternacht. Spannende Romane zum Gruseln“, Band 19, Martin Kelter Verlag, Hamburg
- Aufregung in Langenbach als Veronika Matthis. „Bergbauern. Dramatische Heimatromane“, Band 19, Martin Kelter Verlag, Hamburg
- Fluch der Berberhexe als Carola Blackwood. GASLICHT, „Spannungsroman für die Frau“, Band 313, Martin Kelter Verlag, Hamburg
- Opfer einer Intrige als Veronika Matthis. „Bergbauern, Dramatische Heimatromane“, Band 28, Martin Kelter Verlag, Hamburg
- Gewitter über dem Findeishof als Veronika Matthis. „Bergbauern. Dramatische Heimatromane“, Band 31, Martin Kelter Verlag, Hamburg
- Die Silberne Madonna als Carola Blackwood. GASLICHT, „Spannungsroman für die Frau“, Band 331, Martin Kelter Verlag, Hamburg
- Rivalin aus der Vergangenheit als Carola Blackwood. IRRLICHT, „Unheimliche Geschichten“, Band 719, Martin Kelter Verlag, Hamburg
- Spuk in Venedig als Carola Blackwood. IRRLICHT, „Unheimliche Geschichten“, Band 733, Martin Kelter Verlag, Hamburg
- Spuk in den Cevennen als Celine Noiret. IRRLICHT, „Unheimliche Geschichten“, Band 754, Martin Kelter Verlag, Hamburg
- Von Eifersucht verfolgt als Veronika Matthis. „Heimatglocken. Bergroman“, Band 145, Martin Kelter Verlag, Hamburg
- Rot wie der Tod als Celine Noiret. GASLICHT, „Spannungsroman für die Frau“, Band 498, Martin Kelter Verlag, Hamburg
- Château des Verderbens als Celine Noiret. GASLICHT, „Spannungsroman für die Frau“, Band 507, Martin Kelter Verlag, Hamburg
- Wenn der Dämon erwacht als Carola Blackwood. IRRLICHT, „Unheimliche Geschichten“, Band 892, Martin Kelter Verlag, Hamburg
- Der Schwarze Mönch als Celine Noiret. IRRLICHT, „Unheimliche Geschichten“, Band 9, Martin Kelter Verlag, Hamburg
- Der böse Geist von Drummingwell als Carola Blackwood. IRRLICHT, Band 1138, Kelter Verlag Hamburg
- Mosaik des Grauens als Celine Noiret. GASLICHT, Band 670, Martin Kelter Verlag, Hamburg
- Reise in die Geisterstadt als Celine Noiret. GASLICHT, Band 693, Martin Kelter Verlag, Hamburg
- Das Ende der Grabräuber als Celine Noiret. GASLICHT, Band 722, Martin Kelter Verlag, Hamburg
- Das Geheimnis der blonden Maja als Carola Blackwood, IRRLICHT, Band 1219, Martin Kelter Verlag, Hamburg

## Mitherausgeberschaft
- WALTER ERNSTING: MEIN GÄSTEBUCH, „Die ersten Jahre der Sciencefiction in Deutschland“. Herausgegeben von Jörg Weigand und Karla Wolff. Sekundärliterarische Reihe, Band 48,  Erster Deutscher Fantasy-Club, Passau 2003.

## Belege
1. ↑  Bibliographisches Lexikon der utopisch-phantastischen Literatur, Corian-Verlag, Meitingen
2. ↑  Kürschners Deutscher Literatur-Kalender, De Gruyter, 2014

| Personendaten    | Personendaten                |
| ---------------- | ---------------------------- |
| NAME             | Weigand, Karla               |
| ALTERNATIVNAMEN  | Wolff, Karla; Vajgand, Karla |
| KURZBESCHREIBUNG | deutsche Schriftstellerin    |
| GEBURTSDATUM     | 1944                         |
| GEBURTSORT       | München                      |